# Generación del 50 (Chile)
En Chile, la Generación Literaria de 1950 fue un grupo de escritores que irrumpió en la escena nacional portando una bandera de escepticismo frente a la tradición literaria local, reclamando la superación del criollismo y volviendo la mirada, en cambio, a la literatura norteamericana y los clásicos rusos.
Existen dos criterios y consecuentemente dos nombres, para aludir a este grupo de escritores nacidos entre 1920 y 1934. El primero y el más difundido, Generación del 50, fue propuesto por Enrique Lafourcade en 1954. El segundo, Generación de 1957, fue propuesto por Cedomil Goic, quien aplicó el Criterio Generacional Histórico de Ortega y Gasset y el Método de seriación a la literatura hispanoamericana.

## Características del grupo
La Generación literaria de 1950, hizo su entrada al escenario de las letras nacionales, con un escepticismo radical frente a la vida y a la literatura chilena anterior (buscando ante todo la superación del criollismo). Por esta razón fueron estigmatizados como escritores despreocupados frente los problemas sociales. Una de las razones de este escepticismo fue el momento de cambios profundos en la sociedad, tanto a nivel nacional, como internacional, teniendo en cuenta, el escenario mundial de la época. Todo esto provocó que en los escritores de esta generación surgiera la idea de la realidad concebida como una máscara, y que se subjetivizara absolutamente la noción de conciencia humana.
En término generales, todos los autores que conformaron esta generación, fueron influenciados por la poesía y por la novela norteamericana (Walt Whitman entre los poetas, Ernest Hemingway y William Faulkner entre los novelistas) y por la novela clásica Rusa (Leon Tolstoy, Fedor Dostoievski). También evidenciaron como especial referente el psicoanálisis de Sigmund Freud, el determinismo científico y el existencialismo.
Un hito de fundamental importancia para el desarrollo de esta generación -compuesta por narradores, poetas, dramaturgos, ensayistas y críticos-, fueron los Encuentros de Escritores realizados por la Universidad de Concepción en 1958, ya que en ellos tuvieron tribuna algunos de sus integrantes más destacados, como por ejemplo: Enrique Lafourcade, José Manuel Vergara, Armando Cassigoli, Jorge Edwards y Claudio Giaconi, entre otros. También, propiciaron el debate sobre esta generación tantas veces cuestionada ya sea por su existencia efectiva dentro de la literatura nacional, o por su visión de mundo y aparente desinterés ante la realidad del país.
Los poetas integrantes de la Generación del 50, presentaron diferencias en su pensamiento político, religiosos y poético, sin embargo a juicio de Miguel Arteche, esto no influyó en su modo de reaccionar frente a la herencia de los grandes poetas nacionales como Pablo Neruda, Vicente Huidobro, Humberto Díaz Casanueva y Rosamel del Valle. Tampoco influyó en la actitud que adoptaron ante su quehacer como poetas, ya que el énfasis no sólo estuvo centrado en la estructura del poema, sino también en la búsqueda de una conciencia que les permitiera el "control de la criatura poética" y de la carga emocional de sus elementos, con el fin de lograr poemas sólidamente trabajados y construidos y además cargados con una "densidad de pensamiento" estrechamente vinculada a la expresión.